# Прапор Південної Джорджії та Південних Сандвічевих Островів
Прапор Південної Джорджії та Південних Сандвічевих Островів — прийнятий в 1992 році, після відділення в 1985 році від Фолклендських Островів і утворення окремої території під управлінням Британії. До того часу використовувався прапор Фолклендських Островів. Прапор є Blue Ensign з гербом Південної Джорджії та Південних Сандвічевих Островів.